# Анджей Алексієвич

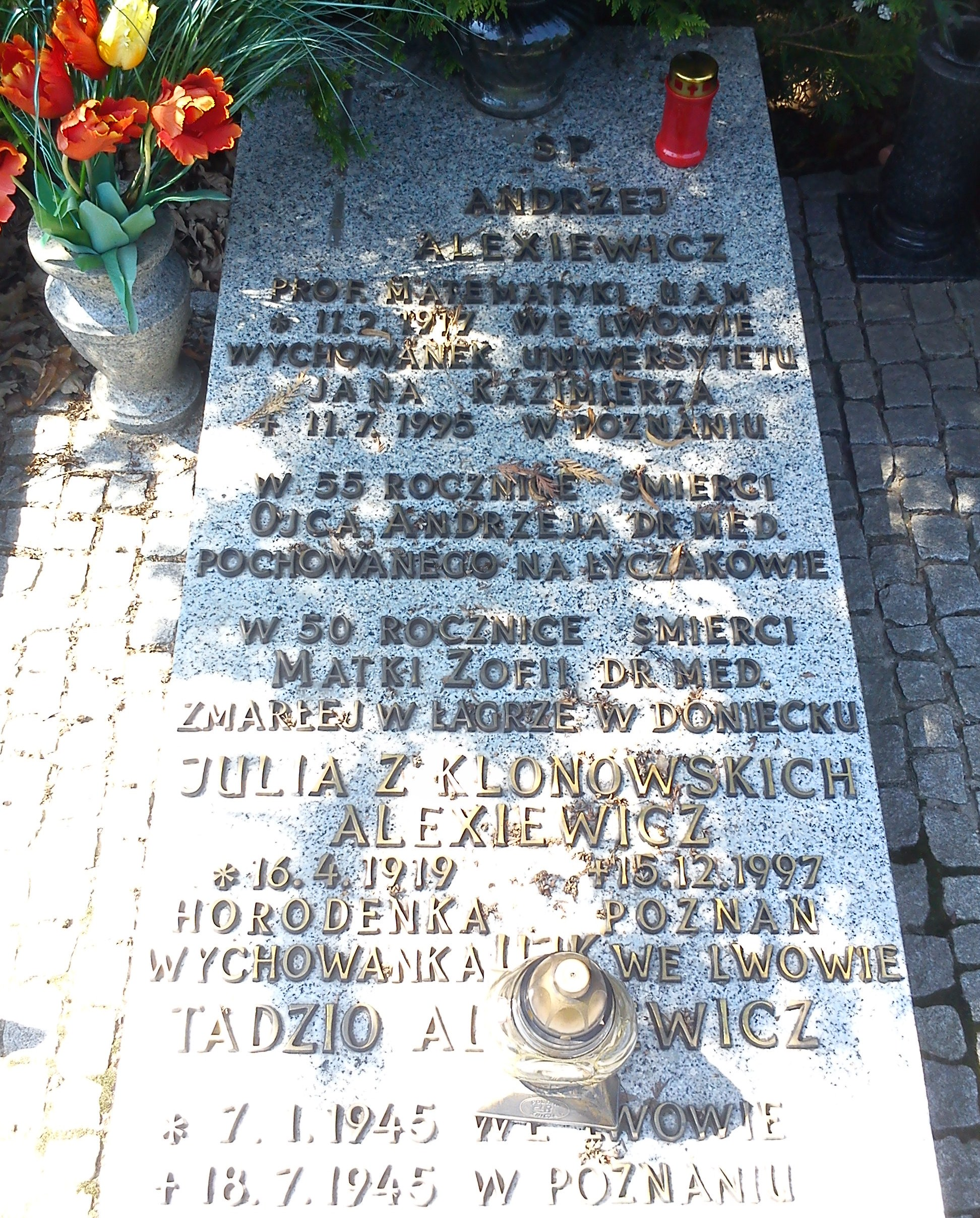
Могила Анджея Алексієвича і його дружини та сина.

А́нджей Таде́уш Алексіє́вич (пол. Andrzej Tadeusz Alexiewicz; 11 лютого 1917, Львів — 11 липня 1995, Познань) — польський математик.

## Біографічні дані
Анджей Алексієвич народився у Львові, в сім'ї лікарів — інтерніста Анджея Алексієвича (1877−1940) та педіатра Зоф'ї Алексієвич (?−1945), уродженої Лінк. 1935 року закінчив Львівську державну гімназію № 6 імені Станіслава Сташиця й вступив на математично-природничий факультет Львівського університету. На першому курсі він вивчав фізику, а далі спеціалізувався в математиці. Слухав лекції Ауербаха, Банаха, Качмажа, Мазура, Орлича, Шаудера, Штейнгауза та Жилінського. У березні 1939 року він почав працювати заступником асистента на кафедрі математики цього ж вишу, якою тоді завідував Стефан Банах. У січні 1940 року Алексієвич закінчив університет, написавши дипломну роботу «Загальна теорія неперервних алгебраїчних дій» під керівництвом Євстахія Жилінського. Наступного року став аспірантом, працюючи асистентом на цій самій кафедрі. Ці заняття обірвалися влітку 1941-го, коли німецькі війська окупували Львів і влада закрила університет.
Алексієвич провадив далі наукові дослідження в таємному польському університеті, пишучи під керівництвом Владислава Орлича дисертацію під назвою «Про послідовності операторів». У квітні 1944-го він склав докторський іспит із математики та теоретичної фізики перед комісією у складі декана факультету Авґуста Ціргоффера, Владислава Орлича та Владислава Нікліборца.
У 1941—1944 роках Алексієвич працював лаборантом і годівником вошей у Львівському науково-дослідному інституті висипного тифу та вірусів, який очолював Рудольф Вайґль.
Щоб уникнути примусового вивезення на Схід, у квітні 1945-го Анджей Алексієвич разом із батьком, дружиною та двома синами виїжджає до Польщі. 5 травня 1945 року родина поселяється в Познані, спершу на вулиці Карвовського, 12, а згодом — на вулиці Лібельта, 22.
Він став працювати в Познанському університеті — спочатку старшим асистентом, а тоді ад'юнктом — на кафедрі математики, яку очолював Владислав Орлич.
У липні 1945 року рада математико-природничого факультету цього вишу присудила Алексієвичу докторський ступінь. Він дістав посаду доцента, габілітувавшись на підставі праці «Про інтеграл Данжуа абстрактних функцій», затвердженої у травні 1948 року. У червні 1954 року став надзвичайним професором, а в грудні 1962 року — звичайним професором.

## Наукова діяльність
Анджей Алексієвич досягнув успіхів у таких галузях, як скалярні та векторні вимірні функції; послідовності лінійних операторів; інтеграл Данжуа; диференціювання вектор-функцій; диференціальні рівняння та векторні функції; двонормовані простори й двонормовані алгебри та їх застосування в теорії підсумовування; аналітичні функції; застосування функціонального аналізу в класичних задачах математичного аналізу.
До його доробку також належить опублікований 1969 року «Функціональний аналіз» — перша в цій галузі польської математики велика монографія після «Теорії операцій» Стефана Банаха. Алексієвич також був співавтором підручника «Диференціальна геометрія».

## Адміністративна й викладацька діяльність
1951 року Анджей Алексієвич став співорганізатором математико-фізико-хімічного факультету Познанського університету. У 1952—1955 роках був заступником декана цього факультету, у 1955—1956 роках — деканом, а в 1956—1959 роках — проректором з наукової роботи. Він також обіймав посаду завідувача Другої кафедри математики (1962—1966), керував Заочними студіями математики (1955—1962), Студіями математики для робітників (1962—1966), завідував кафедрою геометрії та топології (1969—1974) та кафедрою математичного аналізу
(1974—1987). Був науковим співробітником Математичного інституту Польської академії наук. У 1969-му Алексієвич став директором Інституту математики Познанського університету й обіймав цю посаду до виходу на пенсію в 1987 році.
Він викладав такі предмети, як математичний аналіз, диференціальна геометрія, топологія, диференціальні рівняння, теорія множин, теорія функцій дійсної змінної, теорія аналітичних функцій, теорія інтегралу Лебега, лінійно-топологічних просторів, топологічних алгебр, а також математичні методи фізики й термодинаміки та теоретична механіка. Читав лекції студентам Познанського університету, Познанської політехніки, Познанського інституту педагогічної освіти, завідував курсами підвищення кваліфікації вчителів і післядипломними студіями, підпорядкованими цьому інституту. Був співорганізатором консультаційних пунктів у Зеленій Гурі та Кошаліні, а також співорганізатором і керівником консультаційного пункту в Щецині. Від імені Інституту математики Польської академії наук він читав спеціальні лекції молодим познанським науковцям. Також виступав з відкритими популяризаційними лекціями.
Під його керівництвом захистилися 21 доктор та багато магістрів. Алексієвич провадив семінари для докторантів до 1987 року, а для магістрантів — до 1995-го.
Багато років Алексієвич обіймав посаду головного редактора журналу «Functiones et Approximatio», рецензував математичні праці для журналів «Zentralblatt für Mathematik», «Mathematical Reviews», «Реферативный журнал».
Він був членом Познанського товариства приятелів наук, Польського математичного товариства, а в 1981—1983 роках очолював Познанський відділ Польського математичного товариства.
Анджей Алексієвич належав до членів Товариства любителів Львова. До його захоплень належали гірський туризм, музика (особливо твори Йоганна Себастьяна Баха) та живопис, у якому він досяг великих успіхів на любительському рівні. Малював переважно пейзажі, а також натюрморти, абстрактні композиції та портрети. Зі слів Владислава Алексієвича, створив понад п'ятсот олійних картин.
У червні 1995 року на науковій конференції в Мендзиздроє Анджей Алексієвич прочитав останню в житті лекцію, присвячену Львівській школі функціонального аналізу. Помер 11 липня 1995 року. Похований на цвинтарі святого Івана Віаннея.

## Особисте життя
У травні 1940 року Анджей Алексієвич одружився з Юлією Кльоновською (1919—1997), уродженкою Городенки. Мав з нею п'ять дітей. Це фізик Владислав (1943—2009), Тадеуш (1945—1945), Зоф'я (*1946), релігійний діяч Томаш (1948—2016) і Магдалена (*1951). Батько Анджея Тадеуш помер у липні 1945-го, вже в Познані.
Співробітники радянських органів безпеки заарештували матір у січні 1945 року, у лютому її вивезли до табору на Донбасі, де вона померла за чотири місяці.

## Нагороди і відзнаки
- Премія імені Стефана Банаха від Польського математичного товариства (1952)[5]
- Премія першого ступеня від міністра освіти (двічі)
- Медаль Комісії народної освіти
- Медаль «За заслуги перед університетом Адама Міцкевича»

## Наукові праці
- A. Alexiewicz. W. Orlicz. Remarque sur l'equation fonctionnelle f (x + y) = f(x) + f(y), Fund. Math. 33 (1945), 314—315.
- A. Alexiewicz. On Hausdorff cłasses, Fund. Math. 34 (1946), 61-65.
- A. Alexiewicz. Linear operations among bounded measurable functions I, Ann. Soc. Polon. Math. 19 (1947), 140—160.
- A. Alexiewicz. Linear operations among bounded measurable functions II, Ann. Soc. Polon. Math. 19 (1947), 161—164.
- A. Alexiewicz, W. Orlicz. Sur la continuite et la classification de Baire des fonctions abstraites, Fund. Math. 35 (1948), 105—126.
- A. Alexiewicz On multiplication of infinite series, Studia Math. 10 (1948), 104—112.
- A. Alexiewicz. Linear functionals on Denjoy-integrable functions, Colloq. Math. 1 (1948), 289—293.
- A. Alexiewicz. On sequences of operations (I), Studia Math. 11 (1949), 1-30.
- A. Alexiewicz. On differentiation of vector-valued functions, Studia Math. 11 (1949), 185—196.
- A. Alexiewicz. On sequences of operations (II), Studia Math. 11 (1949), 200—236.
- A. Alexiewicz. On Denjoy integrals of abstract functions, Soc. Sei. Lett. Varsovie. C. R. Cl. Ill Sei. Math. Phys. 41 (1948), 97-129 (1950).
- A. Alexiewicz. On sequences of operations (III), Studia Math. 12 (1951), 84-92.
- A. Alexiewicz. On sequences of operations (IV), Studia Math. 12 (1951), 9 3 — 101.
- A. Alexiewicz. W. Orlicz. On analytic vector-valued functions of real variable, Studia Math. 12 (1951), 108—111.
- A. Alexiewicz, W. Orlicz. Remarks on Riemann-integration of vector-valued functions, Studia Math. 12 (1951), 125—132.
- A. Alexiewicz Continuity of vector-valued functions of bounded variation, Studia Math. 12 (1951), 133—142.
- A. Alexiewicz. On a theorem of Ważewski, Ann. Soc. Polon. Math. 24 (1951), 129—131.
- A. Alexiewicz, W. Orlicz. On the differentials in Banach spaces, Ann. Soc. Polon. Math. 25 (1952), 95-99.
- A. Alexiewicz. On the localization of values of vector-valued functions, Ann. Soc. Polon. Math. 25 (1952), 288—297.
- A. Alexiewicz. On some theorems of S. Saks, Studia Math. 13 (1953), 18-29.
- A. Alexiewicz. A theorem on the structure of linear operations, Studia Math. 14 (1953), 1-12.
- A. Alexiewicz, W. Orlicz. Analytic operations in real Banach spaces, Studia Math. 14 (1953), 57-78.
- A. Alexiewicz. On the two-norm convergence, Studia Math. 14 (1953), 49-56.
- A. Alexiewicz, W. Orlicz. On a theorem of C. Carathéodory, Ann. Polon. Math. 1 (1955), 414—417.
- A. Alexiewicz, W. Orlicz. On summability of double sequences (I), Ann. Polon. Math. 2 (1955), 170—181.
- A. Alexiewicz, W. Orlicz. Some remarks on the existence and uniqueness of solutions of the hyperbolic equation @хщ = f(x, y, z, | | , щ), Studia Math. 15 (1956), 201—215.
- A. Alexiewicz. On Cauchy's condensation theorem, Studia Math. 16 (1957), 80-85.
- A. Alexiewicz On certain «weak» properties of vector-valued functions, Studia Math. 17 (1958), 65-68.
- A. Alexiewicz. Addition to the paper «O n some theorems of S. Saks», Studia Math. 17 (1958), 69.
- A. Alexiewicz. On unconditional convergence in spaces conjugate to a Banach space, Bull. Soc. Amis Sei. Lettres Poznan, Sér. В 14 (1958), 5-8.
- A. Alexiewicz, Z. Semadeni. Linear functionals on two norm spaces, Studia Math. 17 (1958), 121—140.
- A. Alexiewicz, Z. Semadeni. A generalization of two norm spaces. Linear functionals, Bull. Acad. Polon. Sei. 6 (1958), 135—139.
- A. Alexiewicz, W. Orlicz. Consistency theorems for Banach space analogues of Toeplitzian methods of summability, Studia Math. 18 (1959), 199—210.
- A. Alexiewicz, Z. Semadeni. The two-norm spaces and their conjugate spaces, Studia Math. 18 (1959), 275—293.
- A. Alexiewicz, W. Orlicz. On summability of double sequences (II), Ann. Polon. Math. 6 (1959), 171—180.
- A. Alexiewicz, Z. Semadeni. Some properties ot two-norm spaces and a characterization of reflexivity of Banach spaces, Studia Math. 19 (1960), 115—132.
- A. Alexiewicz, W. Orlicz. Inequalities for functionals in locally convex linear spaces, Zeszyty Nauk. Uniw. A . Mickiewicza 25 (1960), Mat. Fiz. Chem., Z. 2, 9-13.
- A. Alexiewicz, J. Kopeć. The equation у f = f(t, y) for vector-valued functions. Dependence of the solutions on initial data, Zeszyty Nauk. Uniw. A. Mickiewicza 25 (1960), Mat. Fiz. Chem., Z. 2, 15-20.
- A. Alexiewicz. Dependence of fixed points on a parameter, Zeszyty Nauk. Uniw. A. Mickiewicza 25 (1960), Mat. Fiz. Chem., Z. 2, 21-26.
- A. Alexiewicz. The two-norm spaces, Studia Math., Ser. Spec. Z. 1 (1963), 17-20.
- A. Alexiewicz, M. G. Arsove. Simultaneous automorphisms in spaces of analytic functions, Canad. J. Math. 15 (1963), 495—502.
- A. Alexiewicz. Cybernetyka — nowa nauka, Uniw. im. A. Mickiewicza w Poznaniu, Seria W ykłady Inauguracyjne Nr 7 (1968).
- A. Alexiewicz. Analiza Funkcjonalna, PWN, Warszawa, 1969.
- A. Alexiewicz. A topology for two-norm spaces, Funct. Approx. Comment. Math. 1 (1974), 1-8.
- A. Alexiewicz. The Hardy space H 1 as a two-norm space, Funct Approx. Comment. Math. 1 (1974), 9-16.
- A. Alexiewicz. A. Golusda. The two-norm space of bounded holomorphic functions, Funct. Approx. Comment. Math. 1 (1974), 17-25.
- A. Alexiewicz. On some two-norms algebras, Funct. Approx. Comment. Math. 2 (1976), 3-34.
- A. Alexiewicz. Two-norm algebras, Proc. Fourth Prague Topological Symp. (1976), Part B, 21-24.
- A. Alexiewicz. On some two-norm spaces and algebras, Funct. Approx. Comment. Math. 3 (1976), 3-10.
- A. Alexiewicz. Some two-norm algebras with 7 — continuous inverse, Funct. Approx. Comment. Math. 3 (1976), 11-21.
- A. Alexiewicz. The Wiweger topology in two-norm algebras, Comment. Math. T. Spec, in honorem L. Orlicz I (1978), 19-31.
- A. Alexiewicz. An interpolation theorem for holomorphic functions, Topology, Vol. II (Proc. Fourth Colloq., Budapest, 1978), Coll. Math. J. Bolyai 23 (1980), 35-39.
- A. Alexiewicz. Linear algebras with the topology of Roelcke, Funct. Approx. Comment. Math. 7 (1979), 135—138.
- A. Alexiewicz, J. Kąkol. Garling algebras, Funct. Approx. Comment. Math. 8 (1980), 111—118.
- A. Alexiewicz, M. Szmuksta-Zawadzka. Two-norm spaces and summability, Note di Mat. 9 (1989), 267—277.
- A. Alexiewicz, M. Szmuksta-Zawadzka. Waelbroeck sequences, Comment. Mat. Prace Mat. 31 (1991), 1-8.